# 亞美尼亞奧林匹克委員會

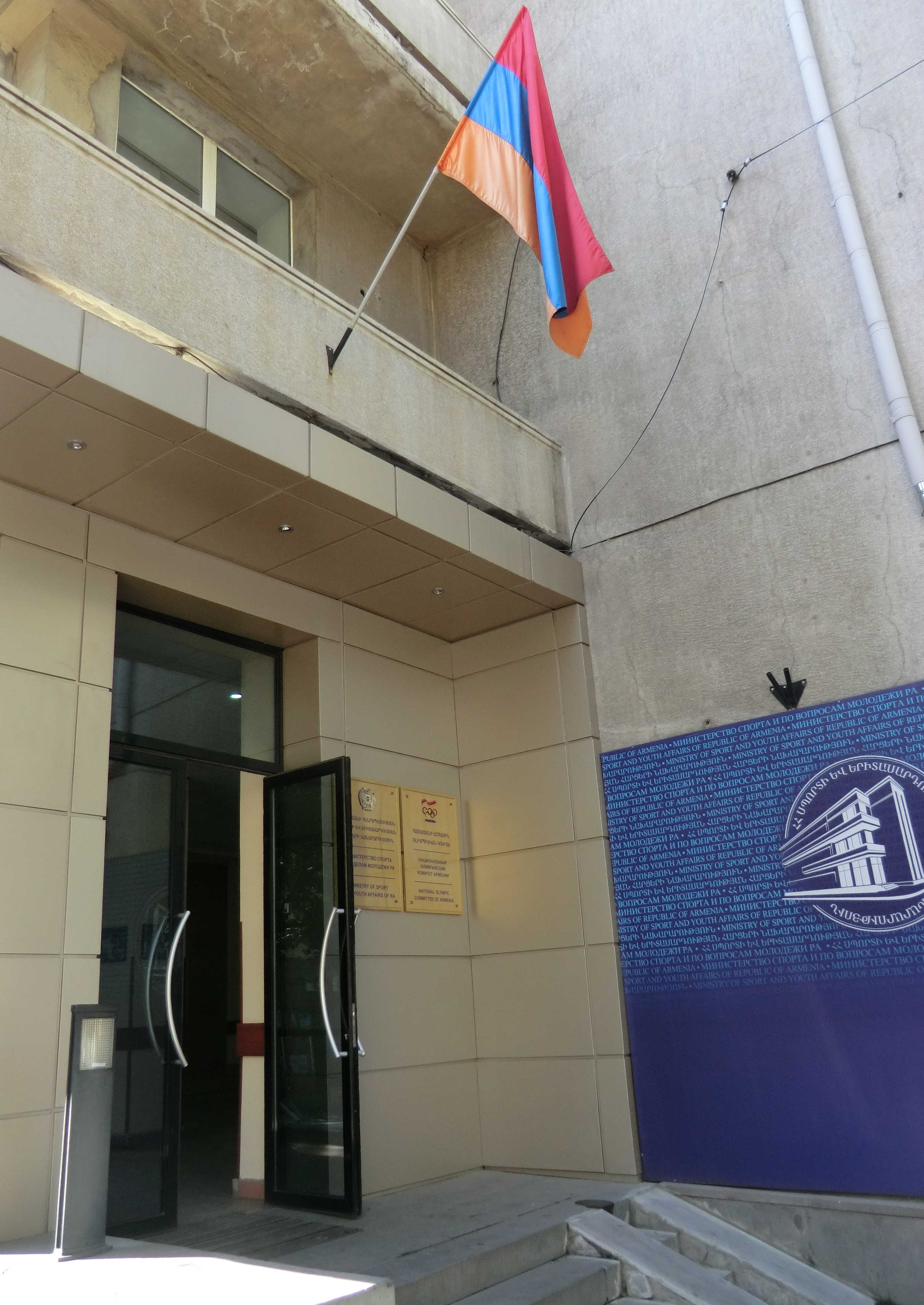
在埃里溫的亞美尼亞奧林匹克委員會的建築

亞美尼亞奧林匹克委員會（Armenian Olympic Committee）是亞美尼亞的國家奧林匹克委員會。該組織成立於1990年，是國際奧林匹克委員會和歐洲奧林匹克委員會的成員。1994年，首次以亞美尼亞的名義參與在挪威利勒哈默爾舉行的冬季奧運會。
現時，亞美尼亞奧林匹克委員會的總部設在首都葉里溫，主席是Mr Gagik Tsarukyan。

## 資料來源
1. ↑  .   [2014-05-16]. （原始内容存档于2011-10-05）.